# Рузвельт, Элеонора
А́нна Элеоно́ра (Э́ленор) Ру́звельт (англ. Anna Eleanor Roosevelt, МФА [ˈænə ˈɛlənɔr ˈroʊzəˌvɛlt]; 11 октября 1884, Нью-Йорк — 7 ноября 1962, там же) — американская общественная деятельница, супруга президента США Франклина Делано Рузвельта. Другому президенту, Теодору Рузвельту, Элеонора приходилась племянницей.

## Биография

### Детство и юность

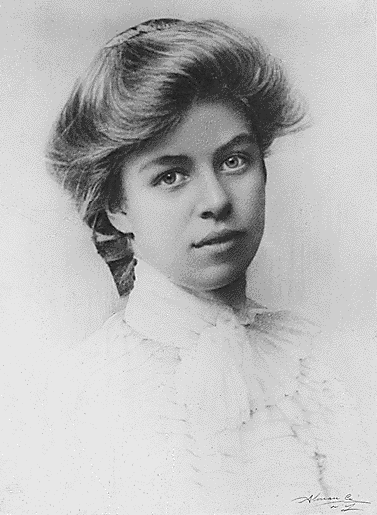
Элеонора Рузвельт в 1898 году

Анна Элеонора Рузвельт родилась 11 октября 1884 года в доме 56 по западной стороне 37 улицы города Нью-Йорка в семье Эллиота и Анны Холл Рузвельтов. Президент США Теодор Рузвельт был её дядей. Через несколько лет родились младшие братья Элеоноры — Эллиот Рузвельт-младший (1889—1893) и Холл Рузвельт (1891—1941). У неё также был единокровный брат Эллиот Рузвельт Манн (умер в 1941), матерью которого была служанка семьи, Кэти Манн.
Имя «Анна» она получила в честь матери и её тёти Анны Коулз; «Элеонора» — в честь отца, оно же и стало её прозвищем («Элли» или «Маленькая Нелл»). С самого детства она предпочитала, чтобы её называли Элеонора.
Рузвельт с самого детства жила в мире богатства и привилегий, так как её семья относилась к высшему обществу Нью-Йорка. В детстве она вела себя настолько старомодно, что мать прозвала её «Бабуля». Её мать умерла от дифтерии, когда Элеоноре исполнилось восемь. Её отец, алкоголик, проходивший принудительное лечение, умер два года спустя. Её брат Эллиот Рузвельт-младший также умер от дифтерии. После смерти родителей она воспитывалась бабушкой по материнской линии, Мэри Лудлов Холл (1843—1919), проживавшей в Тиволи — деревне в штате Нью-Йорк.

### Брак и семейная жизнь
В 1905 году Элеонора Рузвельт вышла замуж за своего дальнего родственника Франклина Делано Рузвельта. К алтарю её вместо покойного отца вёл дядя Теодор Рузвельт. У четы Рузвельтов родилось шестеро детей, один из которых умер во младенчестве.

### Общественная и политическая деятельность
Рузвельт выступала как публицистка, писательница, политик и правозащитница. Играла значительную роль в политической карьере мужа, особенно после 1921 года, когда он заболел полиомиелитом и уже не расставался с инвалидным креслом. Она использовала положение первой леди для активной пропаганды Нового курса и других реформ Рузвельта. В 1936 году была опубликована её статья «Мой день», в которой первая леди страны привлекала внимание читателей к социальным проблемам. В том же году она стала членом профсоюза Американской гильдии журналистов. В 1939 году Элеонора обошла своего мужа в популярности: 67 % американцев оценили её деятельность на «хорошо», в то время как деятельность Франклина Рузвельта — 58 %.
Рузвельт была близким другом нескольких женских пар, таких как Нэнси Кук и Марион Дикерман, и Эстер Лап и Элизабет Рид, предлагая понять лесбиянство; Мари Сувестр, учительница детства Рузвельт, оказавшая большое влияние на её последующее мышление, также была лесбиянкой. Фабер опубликовал некоторые фрагменты из переписки Рузвельт и Лорены Хикок в 1980 году, но пришел к выводу, что это было лишь «необычно запоздалой школьной влюблённостью» и предупредил историков не впадать в заблуждение. Исследовательница Лейла Дж. Рупп критиковала утверждения Фабера, назвав его книгу «примерным примером гомофобии» и утверждая, что Фабер невольно представил «страницу за страницей доказательства развития любовной интриги между двумя женщинами». В 1992 году биограф Элеоноры Рузвельт Бланш Визен Кук утверждала, что эти отношения были на самом деле романтическими. Рассел Бейкер писала в эссе 2011 года, где анализируются две новые биографии Рузвельт в «Нью-Йорк Таймс» «Обзор книг» («Франклин и Элеонора: Необычайный брак» Хейзел Роули и «Элеонора Рузвельт: Трансформативная первая леди» Маурины Х. Бисли): «Отношения с Хикок действительно были эротическими, теперь это кажется бесспорным, судя по их переписке».
В 1940-е годы Элеонора Рузвельт была среди основателей общественной организации Freedom House. В 1943 году Рузвельт создала Ассоциацию содействия ООН в США, чтобы продвигать идею создания ООН.
Участвовала в создании ООН и была назначена делегатом Ассамблеи ООН президентом США Гарри Трумэном при поддержке Сената. Работая в ООН, председательствовала в комитете, разрабатывавшем Всеобщую декларацию прав человека. Гарри Трумэн назвал её «Первой леди всего мира», указывая на её достижения в области защиты прав человека.
После избрания президентом Эйзенхауэра она прекратила работу в американской делегации при ООН в 1953 году.
В августе 1950 года Элеонора Рузвельт исполнила партию чтеца симфонической сказки «Петя и волк» Сергея Прокофьева с Бостонским симфоническим оркестром под управлением Сергея Кусевицкого. Гонорар был отправлен на благотворительные цели. По предположению В. А. Юзефовича, начиная с этой записи сказку Прокофьева стали исполнять не только знаменитые актёры театра и кино, но и видные политические деятели.
В США Элеонора Рузвельт продолжала заниматься продвижением прогрессивной повестки: активно поддерживала Движение за гражданские права (была членом Национальной ассоциации содействия прогрессу цветного населения), принадлежала к феминисткам первой волны. Она была одной из самых авторитетных фигур в леволиберальном крыле Демократической партии. Активно поддерживала кандидатуру либерального демократа Эдлая Стивенсона на президентских выборах в 1952 и 1956 годах.
В 1957 году Рузвельт посетила СССР, где её встретили с большим почетом как вдову уважаемого со времён войны американского президента. Позднее писала, что приехала в Москву, когда «сталинская диктатура сменилась менее ужасной — по крайней мере теоретически — диктатурой Никиты Хрущёва, но люди по-прежнему существовали под наблюдением системы слежки, которая должна вызывать у них озабоченность, и власть над ними, как показалось мне, по-прежнему осуществлялась железной рукой». В течение трёх недель пребывания в СССР, по её словам, не слышала смеха на улицах и чувствовала себя отрезанной от остального мира. «Я бы умерла, если бы мне пришлось жить там», — заключила Элеонора Рузвельт.
Рузвельт была лично знакома с советской женщиной-снайпером Людмилой Павличенко, которую в 1942 году принимала в Белом доме, и пригласила её в поездку по Соединённым Штатам. Когда 15 лет спустя Элеонора Рузвельт посещала Москву, она встретилась с Людмилой Павличенко как со старой подругой. История знакомства жены американского президента и советской девушки-снайпера была экранизирована в 2015 году — в фильме «Битва за Севастополь» роль Элеоноры Рузвельт исполнила Джоан Блэкхэм.
Занимаясь политикой до конца своей жизни, Рузвельт продолжила свою деятельность, став председательницей Президентского комитета по статусу женщин при администрации Кеннеди. Деятельность комитета стала началом второй волны феминизма.
7 ноября 1962 года в возрасте 78 лет Элеонора Рузвельт умерла и была похоронена в розариуме Хайд-Парка рядом с мужем.

## Признание и память
В 1982 году об Элеоноре Рузвельт был снят биографический фильм «Элеoнора: Первая леди всего мира» (англ. Eleanor, First Lady of the World).
В 1999 году Элеонора Рузвельт была названа одной из десяти самых почитаемых людей двадцатого столетия по версии Института Гэллапа.

## Киновоплощения
- «Освобождение» (1967—1971) — роль Элеоноры Рузвельт сыграла советская актриса Елизавета Алексеева.
- «Гайд-Парк на Гудзоне», 2012 — роль Элеоноры Рузвельт сыграла британская актриса Оливия Уильямс.
- «Битва за Севастополь», 2015 — роль Элеоноры Рузвельт исполнила Джоан Блэкхэм[англ.].
- «Другое время» (2015-2018),  — роль Элеоноры Рузвельт сыграла американская актриса Джун Дайан Рафаэль.
- «Пересекая Атлантику» («Atlantic Crossing»), 2020 - роль Элеоноры Рузвельт исполнила Харриет Сэнсом Харрис.
- «Первая леди» («The First Lady»), 2022 - роль Элеоноры Рузвельт исполнила Джиллиан Андерсон.

## В культуре
- Упоминается в романе Александра Солженицына В круге первом.